# قرار مجلس الأمن التابع للأمم المتحدة رقم 1793
قرار مجلس الأمن التابع للأمم المتحدة رقم 1793، المتخذ بالإجماع في 21 ديسمبر 2007.

## القرار
مدد مجلس الأمن ولاية مكتب الأمم المتحدة المتكامل في سيراليون حتى 30 أيلول / سبتمبر 2008، بهدف إنهاء الولاية في ذلك الوقت.
طلب المجلس من الأمين العام أن يقدم بحلول 31 كانون الثاني / يناير 2008 إستراتيجية إنجاز للمكتب، بما في ذلك تخفيض عدد الموظفين بنسبة 20 في المائة على الأقل بحلول 31 آذار / مارس 2008؛ بعثة خلف بنسبة 80 في المائة من القوام الحالي حتى 30 حزيران / يونيو 2008؛ وإنهاء ولاية مكتب الأمم المتحدة المتكامل في سيراليون بحلول 30 أيلول / سبتمبر 2008.
وبموجب أحكام النص، أعرب المجلس عن اعتزامه، عند انتهاء ولايته، الاستعاضة عن مكتب الأمم المتحدة المتكامل في سيراليون بمكتب سياسي متكامل تابع للأمم المتحدة للمضي قدما في عملية بناء السلام، وحشد دعم المانحين الدوليين، ودعم أعمال بناء السلام المفوضية والصندوق، تعزيز المصالحة الوطنية ودعم عملية الإصلاح الدستوري. وطلب من الأمين العام أن يقدم مقترحات محددة لهذه الغاية في نيسان / أبريل 2008.
ودعا المجلس جميع الأطراف في سيراليون إلى ضمان أن تكون الانتخابات المحلية لعام 2008 سلمية وشفافة وحرة ونزيهة، ودعا الحكومة إلى تقديم الدعم اللازم للمؤسسات الانتخابية. وشجع الحكومة على مواصلة تعاونها الوثيق مع لجنة بناء السلام، بما في ذلك من خلال الرصد المنتظم للتقدم المحرز في تنفيذ إطار التعاون لبناء السلام في سيراليون.
قرر المجلس، بموجب الفصل السابع من ميثاق الأمم المتحدة، أن يستثني من تدابير حظر السفر المفروضة بموجب الفقرة 5 من القرار 1132 (1997) سفر أي شهود يلزم حضورهم أمام المحكمة الخاصة لسيراليون.

## روابط خارجية
- نص القرار في undocs.org